# Punerot
Punerot  é uma comuna francesa na região administrativa de Grande Leste, no departamento de Vosges. Estende-se por uma área de 13,77 km². Em 2010 a comuna tinha 162 habitantes (densidade: 11,8 hab./km²).
A cidade fica no noroeste da Região administrativa, vizinha às comunas Mont-l'Étroit e d'Autreville.
1. 1 2  «Populations légales 2018. Recensement de la population Régions, départements, arrondissements, cantons et communes». www.insee.fr (em francês). INSEE. 28 de dezembro de 2020. Consultado em 13 de abril de 2021
2. ↑  w:fr:Mont-l'Étroit
3. ↑  w:fr:Autreville (Vosges)